# Dipesh Chakrabarty
Pour les articles homonymes, voir Chakrabarty.
Dipesh Chakrabarty (né le 15 décembre 1948 à Calcutta) est un historien indien ayant contribué aux études postcoloniales et aux subaltern studies.

## Carrière
Ancien historien marxiste, il est Professeur distingué d'histoire à l'Université de Chicago, et est le récipiendaire du prix Toynbee de 2014, nommé d'après le Professeur Arnold J. Toynbee, reconnaissant les chercheurs en sciences sociales pour leurs travaux académiques et leurs contributions publiques à l'humanité.
Ses travaux récents portent sur la catastrophe écologique en cours.

## Œuvres
- Rethinking Working-Class History: Bengal, 1890–1940 (1989)
- Subaltern Studies Vol. 9 editor, with Shahid Amin (1997)
- Provincializing Europe: Postcolonial Thought and Historical Difference (2000)
- Habitations of Modernity: Essays in the Wake of Subaltern Studies (2002)
- Cosmopolitanism editor, with Carol Breckenridge, Sheldon Pollock, and Homi K. Bhabha (2002)
- Dixit: El humanismo en la era de la globalización, Buenos Aires y Madrid, Katz Barpal Editores, 2009,  (ISBN 978-84-96859-52-4)
- The Climate of History in a Planetary Age, Chicago: Il, University of Chicago Press, 2021
- Après le changement climatique, penser l'histoire, Galllimard, 2023, (ISBN 978-2072980626)
- Une planète, plusieurs mondes, CNRS Éditions, 2024, (ISBN 9782271150578)